# Noonan Cove
Die Noonan Cove ist eine Bucht an der Budd-Küste des ostantarktischen Wilkeslands. Sie liegt südlich des Stonehocker Point, des Standorts der Wilkes-Station, auf der Westseite der Clark-Halbinsel.
Luftaufnahmen der US-amerikanischen Operation Highjump (1946–1947) dienten ihrer Kartierung. Der US-amerikanische Polarforscher Carl R. Eklund nahm 1957 Vermessungen der Bucht vor Ort vor. Eklund benannte sie nach dem Fotografen Paul F. Noonan (* 1930) von der United States Navy, der 1957 auf der Wilkes-Station tätig war.